# قائمة التعليم حسب الموضوع
تسرد هذه الصفحة أنواع التعليم حسب الموضوع:

## الفنون والعلوم الإنسانية
- كلاسيكيات
- فنون جميلة
  - تعليم الفنون البصرية
  - تعليم الرقص
  - تربية موسيقية
  - تعليم فنون الأداء
- تعليم اللغات الأجنبية
  - تعليم القراءة والكتابة
  - تعليم اللغة الثانية
- تعليم الفلسفة
- تعليم ديني

## الأعمال والتجارة
- تعليم الأعمال
- تعليم الاقتصاد
- تعليم الإدارة

## العلوم والتكنولوجيا والهندسة والرياضيات (STEM)
- تعليم الكيمياء
- تعليم علوم الحاسوب
- هندسة تعليمية
- تربية بيئية
- تعليم الرياضيات
- تعليم الفيزياء
- دراسات العلوم
- تعليم العلوم

## العلوم الاجتماعية
- دراسة المواطنة
- دراسات ثقافية
- التثقيف في مجال حقوق الإنسان
- علاقات دولية
- تعليم صحافي
- التثقيف في مجال السلام
- تربية جنسية
- التثقيف في مجال العلاقات

## التعليم الصحي
- تعليم جسدي
- تثقيف صحي
- تعليم طبي
- تمريض تعليمي

## التعليم المهني والعملي
- تعليم زراعي
- تعليم مهني
- تعليم قانوني
- تعليم بحري
- تعليم وتدريب عسكري
- تعليم المدرس
- تعليم بيطري